# شركة كهرباء جنوب السودان
شركة كهرباء جنوب السودان (SSEC) هي شركة شبه حكومية مملوكة لحكومة جمهورية جنوب السودان تهدف في المقام الأول إلى توليد الطاقة الكهربائية لاستخدامها في جنوب السودان وبيعها للدول المجاورة لها .

## تاريخ الشركة
بعد الانفصال جنوب السودان عن السودان ، وقعت حكومة جنوب السودان على قانون شركة كهرباء جنوب السودان لعام 2011 . تأسيس شركة كهرباء جنوب السودان في عام 2012م تحت إشراف وزارة الطاقة والتعدين بجنوب السودان. في تلك المرحلة، كانت البلاد تنتج 22 ميجاوات فقط من قدرة توليد الكهرباء المركبة مقسمة إلى ثلاث شبكات معزولة حيث كان 1% فقط من سكان البلاد البالغ عددهم تسعة ملايين نسمة يحصلون على الكهرباء. 
في 24 يناير 2014، تمت الموافقة على حصول شركة كهرباء جنوب السودان على منحة من مجموعة البنك الأفريقي للتنمية لإعادة تأهيل وتوسيع شبكات التوزيع في جوبا . 

## الجدول الزمني للشركة
- 24 يناير 2014: حصلت الشركة على منحة قدرها 26 مليون دولار أمريكي من مجموعة البنك الأفريقي للتنمية لإعادة تأهيل وتوسيع شبكات التوزيع في جوبا . [2]

## محطات الطاقة
- شركة جوبا لتوزيع الكهرباء - جودكو 48٪ ملكية

### المحطات التشغيلية
محطة جوبا للطاقة الشمسية

## أنظر أيضاً
- قائمة محطات الطاقة في جنوب السودان
- الطاقة في جنوب السودان